# Carlos Carmona Santander
Carlos Manuel Carmona Santander (Ovalle, 12 de septiembre de 1961) es un abogado, académico especialista en derecho administrativo, y político chileno. Se desempeñó como  subsecretario General de la Presidencia durante el último año de gobierno del presidente Eduardo Frei Ruiz-Tagle, entre 1999 y 2000.

## Biografía
Nació en Ovalle. Estudió en la Escuela N.º 1 y en el colegio San Viator, ambos en su ciudad natal. Posteriormente ingresó a la Facultad de Derecho de la Universidad de Chile, donde estudió entre 1980 y 1984. Durante su periodo universitario, Carmona estuvo ligado a la Democracia Cristiana Universitaria (DCU). Realizó su tesis sobre El hombre y el humanismo cristiano, dirigida por Máximo Pacheco Gómez, y se tituló de abogado en 1990.
Desde 1999 y hasta 2018 fue profesor en su alma mater, donde dictó las cátedras de derecho administrativo (1999-2018) y responsabilidad del Estado (2003-2018). También ha desarrollado actividades académicas en la Pontificia Universidad Católica de Chile y en la Universidad Diego Portales.

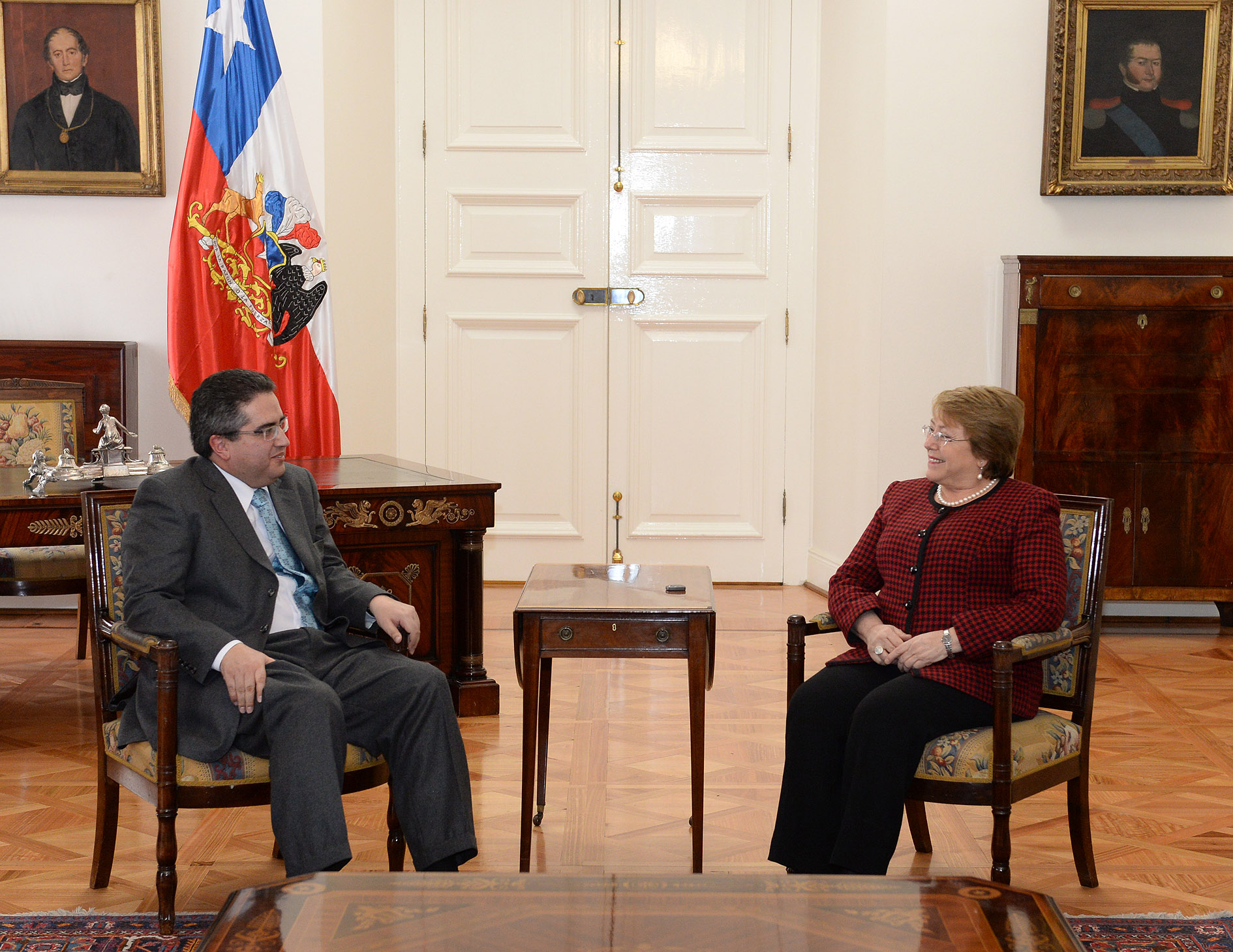
Carmona junto a Michelle Bachelet en 2014.

En 1990 ingresó al Ministerio Secretaría General de la Presidencia, donde ejerció varios cargos durante los gobiernos de los presidentes Eduardo Frei Ruiz-Tagle, Ricardo Lagos y el primer periodo de Michelle Bachelet; fue asesor de la División Ejecutiva (1990-1991), asesor de la División Jurídica (1991-1993), jefe de la División Ejecutiva (1994-1995) y jefe de la División Jurídica (1995-1999, 2000-2009). Se desempeñó como subsecretario General de la Presidencia de Chile por un breve periodo en el fin del gobierno de Frei Ruiz-Tagle, entre agosto de 1999 y marzo de 2000.
En marzo de 2009 fue nombrado ministro del Tribunal Constitucional (TC) por la presidenta Bachelet, cargo que asumió el 9 de abril, por un periodo de nueve años. El 29 de agosto de 2014 asumió como presidente del tribunal, en reemplazo de Marisol Peña. Tras presidir el TC por tres años, el 28 de agosto de 2017 dejó su cargo de presidente al abogado Iván Aróstica Maldonado. Cesó como ministro del TC el 9 de abril de 2018.
Entre abril y junio de 2018, ingresó al estudio Vergara Galindo Correa Abogados, para formar parte del área de derecho administrativo y regulatorio, donde se desempeña actualmente.

## Controversias

### Denuncia de acoso
En agosto de 2017, durante su ejercicio como profesor en la Facultad de Derecho de la Universidad de Chile, fue acusado de acoso sexual y laboral por una estudiante de quinto año, quien además era su ayudante, lo que desató un proceso sumario en su contra a cargo de las autoridades de dicha facultad. Carmona negó las acusaciones. Tras 8 meses de discusión, el sumario desestimó la acusación de acoso por parte de la estudiante, y solamente sancionó al docente con tres meses de suspensión por «violación a la probidad administrativa», argumentando que la figura de acoso no existía en los reglamentos universitarios. La víctima impuso un recurso de protección en contra de la Universidad de Chile, con el objeto de tener acceso al expediente del sumario.
La decisión de la universidad desató una condena generalizada por parte del estudiantado de la Facultad de Derecho, por haber desestimado la denuncia de acoso e incurrido en prácticas revictimizantes y vulneradores hacia la víctima. De esta forma, en abril de 2018, se inició una toma en la Facultad, exigiendo la destitución del profesor de dicha institución. Dicha manifestación fue la primera en Santiago de varias movilizaciones estudiantiles feministas que han surgido en distintas universidades chilenas, donde se exigen reformas estructurales en orden a erradicar prácticas consideradas machistas en la educación.
Luego de la extenuante movilización, renunció a su cargo de profesor de derecho en la Universidad de Chile, el 28 de agosto de 2018 a través de una carta dirigida al entonces decano subrogante Claudio Moraga.[cita requerida]